# Yavanajataka
Le Yavanajātaka (du sanskrit yavana : grec et jātaka : horoscopie = horoscopie des grecs) de Sphujidhvaja est un texte d’astrologie antique indienne.
Pour Francis Zimmermann« l'histoire de l'astronomie indienne se divise en trois périodes » : 
- L’époque védique du Xe au IVe siècle av. J.-C. : une science du calendrier se développe, dont témoigne le Jyotisavedânga (« Appendice astronomique du Veda »).
- Une seconde période, du IVe siècle av. J.-C. au Ve siècle apr. J.-C., est caractérisée par l'influence des astronomies mésopotamienne, puis grecque. Deux textes témoignent de cette époque : le Yavanajātaka de Sphujidhvaja et le Pancasiddhantika de Varahamihira, texte plus tardif mais qui résume plusieurs traités d’astronomie gréco-romaine.
- Une troisième période s’étend enfin du Ve au VIe siècle « avec le développement d'une astronomie savante, caractérisée par la mise en œuvre de la fonction trigonométrique sur des modèles planétaires grecs (révolutions à double épicycle, etc.) ».

Le Yavanajātaka s’inscrit donc dans cette seconde période et traduit l’assimilation par les savants indiens des travaux scientifiques transmis d’abord de Babylone à la Grèce puis de la Grèce vers l’Inde. Ces travaux indiens influenceront à leur tour l’astrologie sassanide, arabe, byzantine et d’Europe de l’Ouest.

## Datation et origine du texte
Aux Ier et IIe siècles apr. J.-C., les échanges commerciaux entre l’Inde et le monde méditerranéen sont intenses. Durant cette période, une importante communauté grecque, les Yavanas, s’installe dans l’ouest indien autour de la ville portuaire de Bharuch. Plusieurs textes sont alors traduits du grec vers le sanskrit. Le Yavanajātaka est une de ces traductions, dont l’original grec a été perdu.  
On estime, d’après Pingree, qu’une première traduction du texte est réalisée en 149-150 ap. J.-C. par Yavaneshvara. La versification de ce texte par Sphujidhvaja est située autour de 269-270 ap. J.-C.
Plusieurs chercheurs (voir bibliographie) reviennent cependant sur ces conclusions. Différents éléments dans le texte ou des erreurs de traduction mettent en doute la datation du Yavanajātaka par Pingree. Pour Bill M. Mak : « D’un point de vue philologique, le Yavanajātaka pourrait être daté entre 22 av. J.-C. et les débuts du VIIe siècle, avec une préférence pour une date entre le IVe et le VIe siècle, comme le suggère diverses preuves ». Également, les auteurs Yavaneshvara et Sphujidhvaja pourraient être une seule et même personne. Enfin, le Yavanajātaka ne serait pas une traduction mais un ouvrage indien original réunissant diverses traditions et connaissances de l’époque. À cette heure, ces questions sont toujours discutées.

## Subdivisions et contenu
Plusieurs références explicites sont faites quant aux origines grecques de certaines notions. Par exemple : 
- « Trente-six sont les tiers des signes du zodiaque qui sont nommés décans (dekanos) d’après les Grecs »[4]
- « Ceci est connu pour être la méthode de détermination de la force ou de la faiblesse des signes et planètes selon l’enseignement des Grecs (…) »[5]
- « Le sage dit que la trajectoire observée des planètes est l’œil suprême de tout le corps des règles de l’horoscopie. Je vais l’expliquer concisément selon les instructions des Grecs »[6]

Également, les couleurs associées à chaque planète dans le Yavanajataka sont les mêmes que l’on retrouve régulièrement dans les représentations grecques. Ainsi, pour David Pingree la tradition grecque qui sous-tend l’ouvrage est indéniable.
Les premiers chapitres décrivent les différents signes du zodiaque et traitent d’astrologie prédictive en introduisant les notions grecques d’ascendant (Hora) et de décans (dekanos). Les influences de chaque signe sur les individus d’après leur naissance sont ensuite présentées. Le dernier chapitre est celui qui traite mathématiquement de l'astrologie et concentre la plupart des débats.
Pour Pingree, le Yavanajātaka constitue la plus ancienne utilisation connue du zéro positionnel. Bill Mak, sans remettre en cause l’invention de la numération décimale par l’Inde, ne trouve pas dans ce texte une telle référence. Si Mak admet l’origine grecque de certaines notions, il insiste également sur l’originalité indienne des concepts de karma ou d’Ayurveda (médecine indienne traditionnelle). Également, un yuga (cycle temporel d’origine babylonienne) d’une durée de 165 années n’est présent dans aucun texte grec.

## Traductions et diffusion
Le manuscrit le plus ancien dont nous disposons à ce jour est conservée aux Archives Nationales du Népal. Il est rédigé en sanskrit sur feuilles de palmier et date du XIIe siècle. Son état de conservation est mauvais et quelques feuillets sont perdus.
En 1897, l’indologue français Sylvain Lévi, lors d'une mission en Inde, fait la copie d’un autre manuscrit du Yavanajātaka.
Enfin la copie d’un troisième manuscrit est retrouvée en 2011 dans les archives du NGMPP (Nepal-German Manuscript Preservation Project). Une traduction du sanskrit vers l’anglais est publiée par Pingree en 1978.